# Invasori silenziosi
Invasori silenziosi (The Silent Invaders) è un romanzo breve di fantascienza del 1963 dello scrittore statunitense Robert Silverberg.

## Storia editoriale
L'opera è stata scritta sotto forma di racconto di 16.000 parole nel dicembre del 1957, pubblicato negli Stati Uniti nel 1958, nel numero di ottobre della rivista Infinity Science Fiction, firmata dall'autore con lo pseudonimo di Calvin M. Knox. Successivamente il racconto è stato ampliato e pubblicato come romanzo nel 1963 per la casa editrice Ace Books, abbinato a un romanzo di William F. Temple nello stesso volume.

## Trama
(Robert Silverberg, Invasori silenziosi)
Aar Khiilom è un extraterrestre del pianeta Darruu che ha raggiunto la Terra in incognito. Chirurgicamente e tecnologicamente mascherato da terrestre, il maggiore Abner Harris ha il compito di rintracciare, con l'aiuto di altri nove suoi commilitoni, le cento spie del pianeta nemico Medlin anche loro nascostesi tra i terrestri. I due pianeti sono in lotta da centinaia di anni ed entrambi tentano, con segrete macchinazioni, di portare l'opinione pubblica e i governi terrestri a collaborare per gli interessi delle rispettive razze.
Harris fa la conoscenza con un'avvenente donna, Beth Baldwin, e la inizia a frequentare con l'intento di rafforzare con una relazione sentimentale la sua copertura: in effetti le modifiche al suo corpo sono state così radicali che il darruuese è attratto sessualmente dalla donna e quando il suo capo, John Carver, gli rivela che la donna è una spia di Medlin mascherata, Harris esita nell'ucciderla. Beth approfitta del tentennamento di Harris e lo mette fuori combattimento, rapendolo. Harris si risveglia prigioniero dei nemici: Beth gli rivela che sulla Terra una mutazione ha dato origine a una nuova razza di terrestri e che il compito dei medlinesi è di proteggere la nuova stirpe fino a quando non sarà diventata abbastanza forte da non temere più nemici. A sostegno delle sue parole gli presenta un terrestre, David Wrynn, che sostiene essere uno dei mutanti. Harris non crede agli intenti altruistici degli odiati medlinesi ma finge di voler collaborare con loro tradendo il suo pianeta e uccidendo le spie di Darruu sulla Terra. Una volta liberato, John Carver fa impiantare nel corpo di Harris un'arma stordente e gli ordina di recarsi nuovamente nel covo nemico e di uccidere quanti più medlinesi possibile. Harris obbedisce, si introduce nel quartier generale nemico, stordisce tutti i presenti ma, proprio quando sta per ucciderli, una voce trasmessa telepaticamente lo dissuade. Il messaggio proviene dal feto presente nel corpo di una donne terrestre svenuta. La voce convince definitivamente Harris della bontà degli intenti di Medlin e dell'abiezione degli intenti del suo stesso pianeta.
Nuovamente libero Harris incontra John Carver, raccontando di essere riuscito nell'intento e di aver ucciso cinque nemici; con l'inganno Harris stordisce il suo ex-capo ma non ha il coraggio di ucciderlo, conscio che una simile azione gli inibirebbe per sempre il ritorno su Darruu, legame che comunque non si sente pronto a spezzare. Fuggito, viene attirato in una trappola dai suoi ex-commilitoni che, durante un confronto finale, riesce a uccidere. Harris, ferito, viene raggiunto da Beth, dai medlinesi e dai terrestri mutanti, la cui causa ora è pronto a sostenere.

## Personaggi
Abner HarrisIl suo vero nome è Aar Khiilom ed è un agente "Servo dello Spirito" di Darruu in missione sulla Terra, celato sotto le sembianze del quarantaduenne Abner Harris, maggiore dei "Corpi di Espansione Interstellare".
Beth BaldwinAgente di Medlin in missione sulla Terra, celata sotto le sembianze di una giovane e affascinante terrestre.
John CarverAgente darruuese a capo del drappello di spie sulla Terra.
Paul CobrunAgente medlinese.
David WrynnMutante terrestre, alleato ai medlinesi.

## Edizioni
- (EN) Robert Silverberg, The Silent Invaders, in Infinity Science Fiction, Royal Publications, Inc., ottobre 1958.
- (EN) Robert Silverberg, The Silent Invaders, in The Silent Invaders / Battle on Venus, Ace Double, Ace Books, 1963.
- Robert Silverberg, Invasori silenziosi, traduzione di Maria Benedetta De Castiglione, Urania, n. 669, Arnoldo Mondadori Editore, 1975,  p. 132.
- Robert Silverberg, Invasori silenziosi, in Millemondiestate 1983: Tre romanzi completi di Robert Silverberg, traduzione di Maria Benedetta De Castiglione, Millemondi, n. 23, Arnoldo Mondadori Editore, 1983,  p. 396.
- Robert Silverberg, The Silent Invaders, Hachette UK, 2011,  p. 152, ISBN 9780575105997.